# Le Ménil-Ciboult
 Le Ménil-Ciboult  es una población y comuna francesa, situada en la región de Baja Normandía, departamento de Orne, en el distrito de Argentan y cantón de Tinchebray.

## Demografía
| 174 | 154 | 131 | 141 | 118 | 126 |
| Para los censos de 1962 a 1999 la población legal corresponde a la población sin duplicidades (Fuente: INSEE [Consultar]) |     |     |     |     |     |